# Villy-le-Bouveret
Villy-le-Bouveret is een gemeente in het Franse departement Haute-Savoie (regio Auvergne-Rhône-Alpes) en telt 396 inwoners (1999). De plaats maakt deel uit van het arrondissement Saint-Julien-en-Genevois.

## Geografie
De oppervlakte van Villy-le-Bouveret bedraagt 3,5 km², de bevolkingsdichtheid is 113,1 inwoners per km².
De onderstaande kaart toont de ligging van Villy-le-Bouveret met de belangrijkste infrastructuur en aangrenzende gemeenten.

## Demografie
Onderstaande figuur toont het verloop van het inwonertal (bron: INSEE-tellingen).